# Михаел Муриљо
Михаел Муриљо (шп. Michael Amir Murillo Bermudez; 11. фебруар 1996) панамски је фудбалер који тренутно наступа за француски клуб Олимпик Марсељ. 

## Каријера
Муриљо је започео фудбалску каријеру у клубу Сан Франциско из Ла Чорере. Дана 7. септембра 2014. године у мечу против Чепоа дебитовао је у првенству Панаме. 
У фебруару 2017. познајмљен је америчким Њујорк ред булсима. Дана 4. маја, на утакмици са Спортинг Кансас ситијем, дебитовао је у МЛС лиги. У новембру 2017. године, Њујорк ред булси су откупили Муриљов уговор.

## Репрезентација
Дебитовао је за сениорску репрезентацију Панаме 2016. године. Био је уврштен у састав Панаме на Светском првенству у Русији 2018. године.

## Трофеји

### Сан Франциско
- Копа Панама (1) : 2015.

### Њујорк ред булси
- МЛС Сапортерс Шилд (1) : 2018.